# Apisa connexa
Apisa connexa är en fjärilsart som beskrevs av Walker 1854. Apisa connexa ingår i släktet Apisa och familjen björnspinnare. Inga underarter finns listade i Catalogue of Life.